# Phare de Two Harbors

Le phare de Two Harbors (en anglais : Two Harbors Light), est un phare du lac Supérieur situé à  Two Harbors, dans le comté de Lake, Minnesota.
Ce phare est inscrit au Registre national des lieux historiques depuis le 19 juin 1984 sous le n° 84001483.

## Historique
La construction du phare a commencé en 1891 et s'est terminée l'année suivante, le feu étant allumé pour la première fois le 14 avril 1892. Le premier gardien des deux ports était Charles Lederle et il y avait normalement trois gardiens assignés pour s'assurer que la lumière était allumé tous les jours. Le phare a été construit pour assurer un passage sûr dans le port d'Agate Bay au début du 20e siècle, car Two Harbors était un point d'expédition majeur pour le minerai de fer de la chaîne Mesabi. La station de signalisation comporte six structures, une tour de phare avec des quartiers de gardien attachés, une maison de gardien adjoint, un bâtiment de signal de brouillard, une maison de pétrole, une maison de skiff et un garage. Le phare était à l'origine équipé d'une lentille de Fresnel de quatrième ordre.
En 1969, la Garde côtière a retiré la lentille de Fresnel et l'a remplacée par une balise lumineuse DCB-224 de 610 mm qui est toujours utilisée aujourd'hui. La lentille d'origine a été prêtée par la Garde côtière américaine au Musée national des Grands Lacs. Début 2015, l'objectif a été ramené à Two Harbours.
La Lake County Historical Society a commencé à organiser des visites de la station en 1988 lorsqu'elle a obtenu un bail de la US Coast Guard. En 1999, la propriété a été transférée à la Lake County Historical Society et la Société a assumé la responsabilité de l'exploitation du feu en 2001. Bien que le phare figure toujours sur la Liste des feux comme actif, il est répertorié comme une aide privée à la navigation et n'est plus entretenu par la Garde côtière.
Trois des bâtiments de la station phare sont ouverts aux visiteurs:
- La tour du phare qui a été restaurée et abrite la lumière tournante
- Le bâtiment du gardien adjoint qui a été restauré à la fin du 19e siècle et qui présente des épaves de bateaux du lac Supérieur, le développement de la baie d'Agate et un kiosque avec des informations historiques sur la région
- Les quartiers du gardien du phare ont été restaurés au début du 20e siècle, époque à laquelle la Lake County Historical Society fonctionne comme un Bed and Breakfast .

En outre, sur le site se trouve le Pilothouse du bateau de minerai de Frontenac, qui contient une exposition sur son histoire et ses naufrages.

## Description
Le phare  est une tour carrée en brique rouge à claire-voie de 15 m de haut, avec une galerie et une lanterne, s'élevant d'une maison de deux étages. Le bâtiment est rouge et la lanterne blanche a un toit rouge et le toit de la lanterne est rouge.
Il émet, à une hauteur focale de 24 m, deux brefs éclats blancs de 0.2 seconde, espacés de 4.8 secondes, par période de 20 secondes. Sa portée est de 17 milles nautiques (environ 31 km).

## Caractéristiques dufeu maritime
Fréquence : 20 secondes (W)
- Lumière : 0.2 seconde
- Obscurité : 4.8 secondes
- Lumière : 0.2 seconde
- Obscurité : 14.8 secondes

Identifiant : ARLHS : USA-861 ; USCG :  7-16500 .

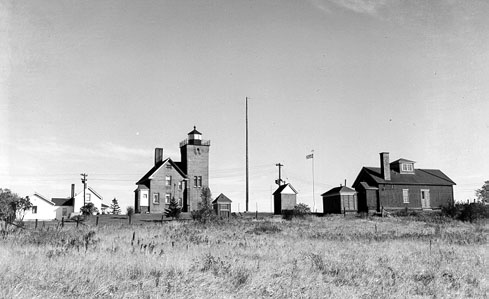
Two Harbors Station
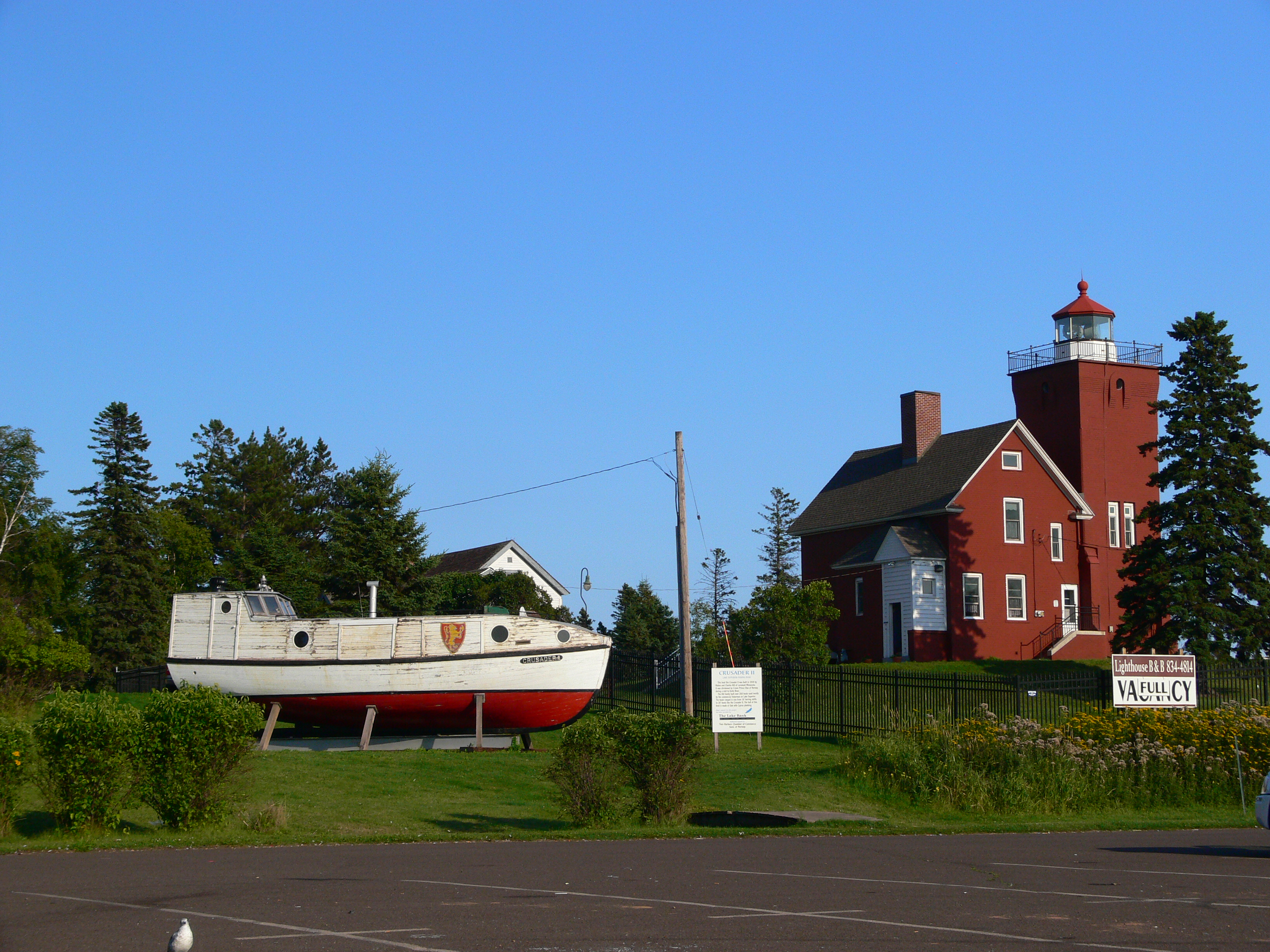
Le phare
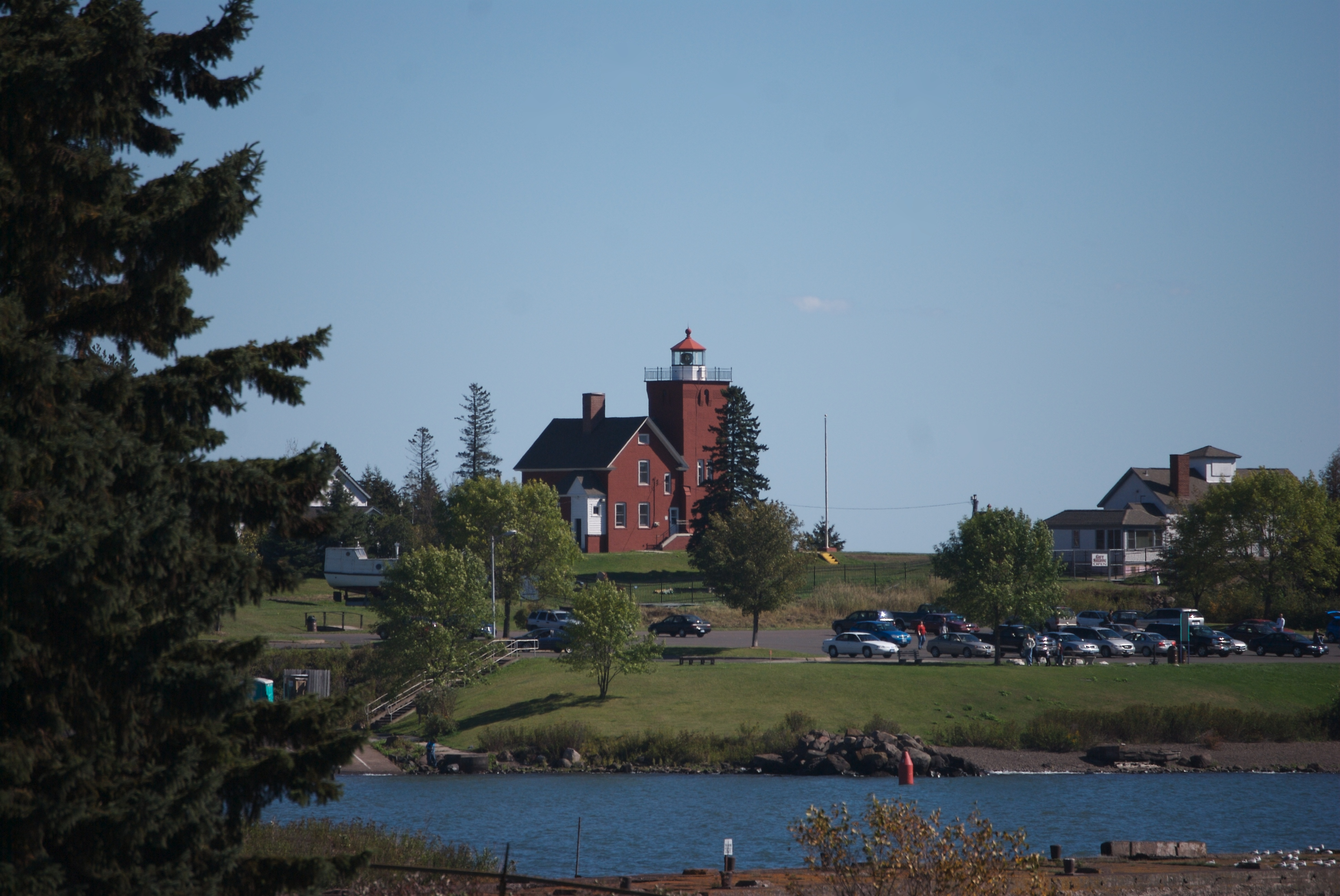
Le phare

### Lien connexe
- Liste des phares au Minnesota